# Cantagallo (España)
Cantagallo es un municipio y localidad española de la provincia de Salamanca, en la comunidad autónoma de Castilla y León. Se integra dentro de la comarca de la Sierra de Béjar. Pertenece al partido judicial de Béjar y a la Mancomunidad Ruta de la Plata.
Su término municipal está formado por un solo núcleo de población, ocupa una superficie total de 7,51 km² y según los datos demográficos recogidos en el padrón municipal elaborado por el INE en el año 2017, cuenta con una población de 261 habitantes.
Está a una distancia de 77 km de Salamanca, la capital provincial, en la antigua carretera Nacional 630. El término municipal tiene límite con Extremadura por el pico de Peña Negra (1634,64m). Cuenta con una iglesia, un consultorio médico, un bar (Los Arcos), en el que se puede degustar una cocina casera típica salmantina con aires extremeños, dos casas rurales, un hostal rural que además es restaurante y cafetería, una panadería (Neila), un taller mecánico (Taller Moral), un aserradero de maderas (Miguel), una fábrica de jamones (Pedro Diego) y una escuela perteneciente al CRA Ruta de la Plata.

## Símbolos

### Escudo
El escudo heráldico que representa al municipio fue aprobado el 19 de diciembre de 2008 con el siguiente blasón:

«Escudo partido y medio cortado. Primero, de azur con tres cantos de plata puestos en palo. Segundo, de plata con una mata de lino arrancada y al natural, sumada de un erizo de castaña, también al natural; cortado de gules con una corona ducal de oro, forrada de gules. Al timbre, la Corona Real española»

### Bandera
El ayuntamiento no ha adoptado aún una bandera para el municipio.

## Geografía
Integrado en la comarca de Sierra de Béjar, se sitúa a 79 kilómetros de Salamanca por carretera. El término municipal está atravesado por la Autovía Ruta de la Plata (A-66) y por la carretera nacional N-630, entre los pK 418 y 420. 
El relieve del municipio de define por la pendiente descendiente desde Peña Negra hasta la ribera del río Cuerpo de Hombre. La altitud oscila entre los 1635 metros (Peña Negra), en el límite con Extremadura, y los 660 metros a orillas del río. El pueblo se alza a 932 metros sobre el nivel del mar. 
| Noroeste: Béjar           | Norte: Béjar         | Nordeste: Béjar                        |
| Oeste: Aldeacipreste      |                      | Este: Béjar                            |
| Suroeste: Puerto de Béjar | Sur: Puerto de Béjar | Sureste: Béjar y La Garganta (Cáceres) |

## Historia
Cantagallo según algunos escritos data de la época Celtibera, antes de que los romanos invadieran Hispania. Pocos datos se conocen más, ya que todos los restos que pudieron dejar nuestros antepasados desaparecierón por causas desconocidas. Algunos escritos que se conservan dicen que:
- La Imagen del Cristo de Las Batallas fue portada en la Guerra de las Navas de Tolosa (1212).
- Hubo una disputa durante la Guerra de la Independencia, entre españoles y franceses en el término municipal, pero hay poca información.
- En la división de 1833 en que se crean las actuales provincias, Cantagallo quedó integrado en la provincia de Salamanca, dentro de la Región Leonesa,[3] perteneciendo desde el siglo XV administrativamente de Salamanca y el Reino de León.

## Geografía humana

### Demografía
Cuenta con una población de 279 habitantes (INE 2024).
| Gráfica de evolución demográfica de Cantagallo entre 1842 y 2021                                                      |
| |
| Población de derecho según los censos de población del INE. Población de hecho según los censos de población del INE. |

Según el Instituto Nacional de Estadística, Cantagallo tenía, a 31 de diciembre de 2018, una población total de 260 habitantes, de los cuales 139 eran hombres y 121 mujeres. Respecto al año 2000, el censo refleja 288 habitantes, de los cuales 140 eran hombres y 148 mujeres. Por lo tanto, la pérdida de población en el municipio para el periodo 2000-2018 ha sido de 28 habitantes, un 10% de descenso.

### Transporte
El municipio está muy bien comunicado por carretera siendo atravesado tanto por la nacional N-630 que une Gijón con Sevilla y permite una comunicación local con los municipios circundantes, como la autovía Ruta de la Plata que tiene el mismo recorrido que la anterior y cuenta con salida en el pueblo, permitiendo así unas comunicaciones más rápidas del municipio con el exterior. 
En cuanto al transporte público se refiere, tras el cierre de la ruta ferroviaria de la Vía de la Plata, que pasaba por el municipio de Béjar y contaba con estación en el mismo, no existen servicios de tren en el municipio ni en los vecinos, ni tampoco línea regular con servicio de autobús, siendo la estación más cercana la de Béjar. Por otro lado el aeropuerto de Salamanca es el más cercano, estando a unos 80 km de distancia.

## Cultura

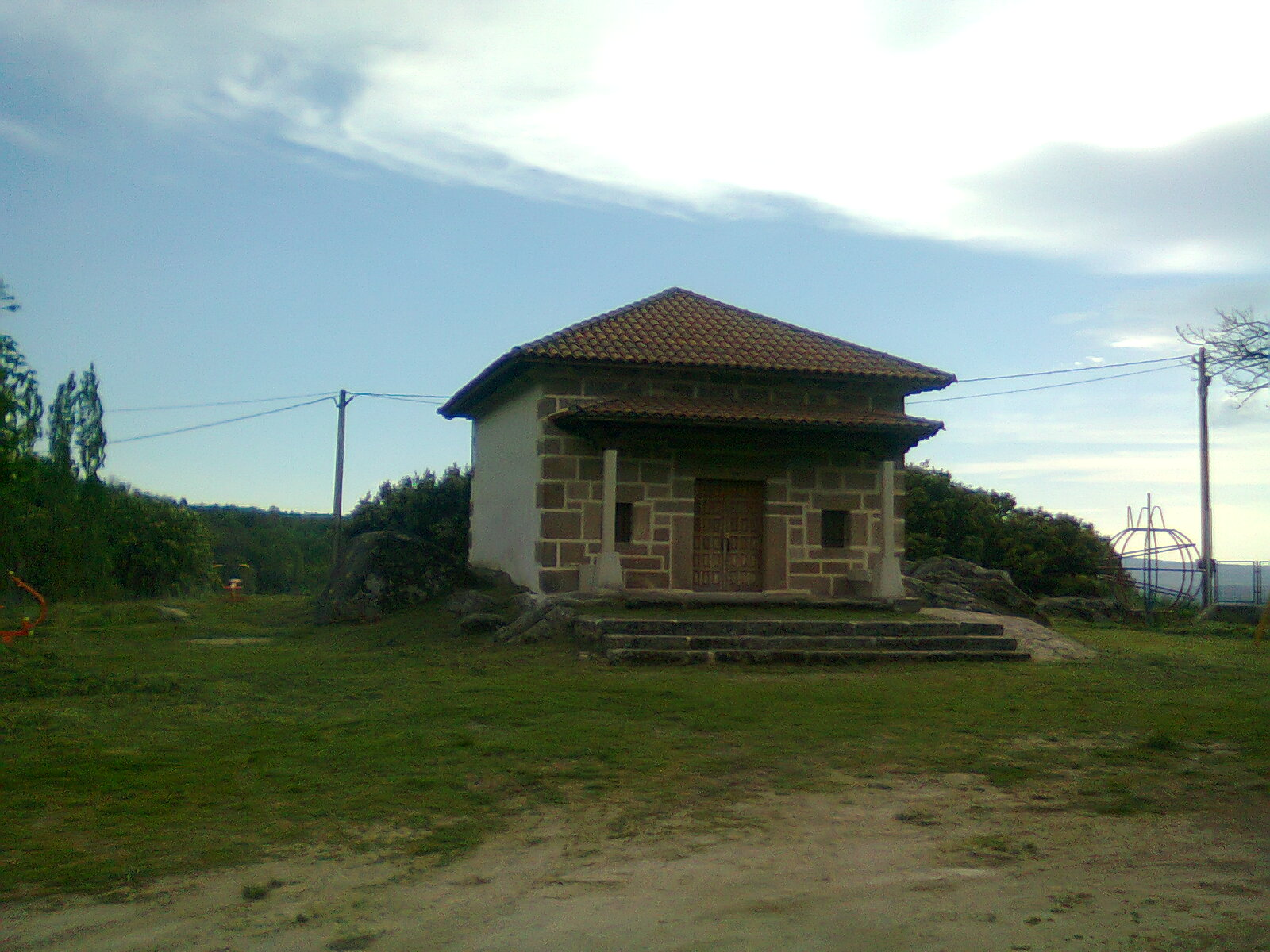
Ermita del Cristo de las Batallas.

### Fiestas
El patrón de Cantagallo es San Gregorio Nacianceno y en su honor se celebra la fiesta, el día 9 de mayo, normalmente se conmemora con bizcochos y vino, que es para todos los vecinos y acompañantes, corre por cuenta del Ayuntamiento, con baile y actividades... y dura unos 2 días. El 24 de junio de 2012 se ha comenzado a celebrar una Romería en honor a la advocada de la parroquia de la localidad Ntra. Sra. del Rosario. Y cómo fiestas principales están las fiestas en honor del Cristo de las Batallas , en la que se celebra con varios días de verbena, concursos, campeonatos deportivos, convites... y dura de 4 a 5 días, se celebra alrededor del 14 de septiembre.

## Monumentos y lugares de interés
Iglesia parroquial católica, del siglo XVI, bajo la advocación de  Nuestra Señora del Rosario, en la archidiócesis de Mérida-Badajoz, diócesis de Plasencia, arciprestazgo de Béjar y la ermita del Bendito Cristo de las Batallas, del siglo XII.

## Administración y política
| Partido político                         | 2023  | 2023  | 2023       | 2019  | 2019  | 2019       | 2015  | 2015  | 2015       | 2011  | 2011  | 2011       | 2007  | 2007  | 2007       | 2003  | 2003  | 2003       |
| Partido político                         | %     | Votos | Concejales | %     | Votos | Concejales | %     | Votos | Concejales | %     | Votos | Concejales | %     | Votos | Concejales | %     | Votos | Concejales |
| Partido Popular (PP)                     | 87,22 | 157   | 7          | 57,87 | 114   | 4          | 54,00 | 108   | 4          | 67,20 | 125   | 5          | 76,60 | 144   | 6          | 68,51 | 124   | 5          |
| Partido Socialista Obrero Español (PSOE) | 11,11 | 20    | 0          | 41,12 | 81    | 3          | 44,50 | 89    | 3          | 30,65 | 57    | 2          | 21,81 | 41    | 1          | 30,39 | 55    | 2          |